# Kawasaki Ninja ZX-4R
La Kawasaki Ninja ZX-4R è una motocicletta stradale prodotta dalla casa motociclistica giapponese Kawasaki dal 2023.

## Descrizione
Dopo alcune indiscrezioni e l'annuncio a fine gennaio, la moto è stata presentata per la prima volta ad inizio febbraio 2023 negli Stati Uniti, Asia e Australia. e successivamente in Europa.
La moto si caratterizza per essere l'unica sportiva stradale moderna ad avere un motore a quattro cilindri in linea dalla cilindrata 399 cm³, quindi un propulsore dalla cubatura molto ridotta ma con un frazionamento multicilindrico. Il propulsore è montato frontemarcia ed è alimentato da un sistema ad iniezione elettronica indiretta multipoint avente 4 iniettori con distribuzione bialbero a 16 valvole, quattro per ogni cilindro; eroga circa 57 kW (77 CV), 42 Nm di coppia e può toccare i 15000 giri/min. La potenza può essere incrementata a 80 CV con l'ausilio di un Air box.
Sono tre le versioni disponibili: la base ZX-4R, la ZX-4R SE e la top di gamma ZX-4 RR. La Special Edition si caratterizza per i colori e le grafiche ispirati alle moto della scuderia ufficiale Kawasaki che corre nel campionato SBK e offre di serie il Quick Shifter, il cupolino Fumè, la presa USB e le protezioni al telaio. La RR differisce per il mono ammortizzatore posteriore maggiorato. 
Il telaio, parzialmente derivato da quello della più piccola ZX-25R, è stato riprogettato ed è dotato di una struttura a traliccio in acciaio alta resistenza a diamante, coadiuvato da un forcellone posteriore ricurvo. L'angolo del cannotto di sterzo è pari a 23,5°. Il peso varia a seconda dell'allestimento, dai 188 kg della base e RR ai 189 kg della SE.
All'avantreno la forcella telescopica a steli rovesciati è una Showa SFF-BP (le ZX-4SE e ZX-4RR hanno anche il meccanismo di regolazione del precarico), mentre al posteriore c'è un a sospensione orizzontale back-link parzialmente derivato dalla più grande ZX-10R; la variante ZX-4RR ha lo stesso ammortizzatore posteriore Showa BFRC-lite della Ninja ZX-10R. Il sistema frenante all'anteriore si compone di doppi dischi semi-flottanti da 290 mm e pinze radiali monoblocco, mente al posteriore utilizza un disco singolo da 220 mm. I cerchi in lega da 17 pollici montano pneumatici rispettivamente davanti da 120/70 e dietro da 160/60.